# コノン (ソワソン伯)
コノン・ド・ネール（Conon de Nesle, ? - 1180年）は、ラウル2世・ド・ネールとモンテギュ伯ランベールの娘ジェルトリュードの息子。ブリュージュ城主、ソワソン伯（在位：1178年 - 1180年）。1178年に伯父イヴ2世が死去した後に、ソワソン伯位を継承した。
1164年、コノンはピエールフォン領主ドルーとその妻ベアトリスの娘アガート・ド・ピエールフォンと結婚した。2人の間に子供はいなかった。
1180年にコノンは死去し、弟ラウル1世が伯位を継承した。